# リチウム電池
リチウム電池（リチウムでんち）は、負極に金属リチウムを使った化学電池である。

## 概要
リチウムイオン電池、リチウムイオンポリマー電池は、負極にリチウムイオンを吸蔵する炭素等を使った二次電池であるため、リチウム電池とは区別される。もっとも普及しているコイン型リチウム（CR系）一次電池は正極に二酸化マンガン、負極にリチウムを使用している。リチウム二次電池としては正極にマンガン複合酸化物、負極にリチウム・アルミニウム合金を使用するマンガンリチウム二次電池（ML系）が普及している。
近年は電気自動車の需要急増や燃料価格の上昇の結果、気候変動に敏感な消費者による購入が増えており、2023年2月15日にの官民連携による組織リブリッジが公表したデータによると世界的な需要は2030年までに5倍以上に急増する見通しである。
ここではリチウム一次電池について記す。

## 種類
リチウム電池は、正極の素材により次のような種類に分類できる。表中の「記号」とは、IEC 60086で定められた規格名称（CR2032など）の1文字目である。
| 記号 | 電池系                     | 正極           | 電解液           | 負極     | 公称電圧 |
| ---- | -------------------------- | -------------- | ---------------- | -------- | -------- |
| B    | フッ化黒鉛リチウム電池     | フッ化黒鉛     | 非水系有機電解液 | リチウム | 3.0      |
| C    | 二酸化マンガンリチウム電池 | 二酸化マンガン | 非水系有機電解液 | リチウム | 3.0      |
| E    | 塩化チオニルリチウム電池   | 塩化チオニル   | 非水系有機電解液 | リチウム | 3.6      |
| F    | 硫化鉄リチウム電池         | 硫化鉄         | 非水系有機電解液 | リチウム | 1.5      |
| G    | 酸化銅リチウム電池         | 酸化銅(II)     | 非水系有機電解液 | リチウム | 1.5      |

最も広く使われているものは二酸化マンガンリチウム電池である。公称電圧は3ボルトと、円筒型乾電池（マンガン乾電池やアルカリ乾電池）のちょうど倍である。硫化鉄リチウム電池は公称電圧が円筒型乾電池と同じであるため、リチウム乾電池として単3形と単4形が製造されている。
- CR123A
- CR-V3

## 原理

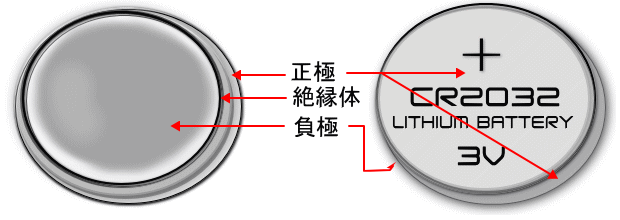
CR2032の模式図

二酸化マンガンリチウム電池は、正極に二酸化マンガン、負極に金属リチウム、電解液には、有機溶媒にリチウム塩を溶解させたものを用いている。化学反応式は次の通り
正極 :{\displaystyle {\ce {{Mn^{IV}O2}+{Li^{+}}+{\mathit {e}}^{-}->Mn^{III}O2(Li^{+})}}}
負極 :{\displaystyle {\ce {Li->{Li^{+}}+{\mathit {e}}^{-}}}}
負極に使う金属リチウムは、反応性が極めて高いので、アルミニウム等との合金を用いる場合も多い。
金属リチウムは水と反応して水素を発生するため、電解液には有機溶媒が使われる。プロピレンカーボネートやγ-ブチロラクトン、ジメトキシエタン等が多く用いられる。また、電解質には、無機や有機の含フッ素化合物や過塩素酸のリチウム塩が用いられる。
化合物と1 kgあたりの理論容量
| 化合物        | 容量 (Ah) |
| ------------- | --------- |
| LiAl          | 790       |
| LiZn          | 371       |
| Li3Bi         | 350       |
| Li3Cd         | 604       |
| Li4Si         | 1919      |
| Li4.4Pb       | 496       |
| Li4.4Sn       | 790       |
| Li0.17C(LiC6) | 340       |
| Li            | 3861      |
| InO2          | 747       |
| SiO           | 1200      |
| SnO           | 786       |
| SnO2          | 993       |
| SnSO4         | 555       |
| ZnO           | 515       |
| Li3FeN2       | 260       |
| Li2.6Co0.4N   | 760       |
| Li2.6Cu0.4N   | 650       |

代表的な有機溶媒
- エーテル系
  - テトラヒドロフラン、ジオキソラン、2-メチルテトラヒドロフラン、4-メチルジオキソラン、ジメトキシメタン、ジメトキシエタン
- カルボン酸エステル系
  - γ-ブチロラクトン、ギ酸メチル、酢酸メチル、プロピオン酸メチル
- 炭酸エステル系
  - 炭酸エチレン、炭酸プロピレン、炭酸ジメチル、炭酸エチルメチル、炭酸ジエチル
- ほか
  - アセトニトリル、スルホラン、3-メチルスルホラン、ジメチルスルホキシド、ジメチルホルムアミド

## 特徴
- 高電圧が得られる
- マンガン乾電池の約10倍と電力容量が大きい
- （未使用期間を含めた）長寿命
- 軽い
- 放電末期まで電圧降下が少ない
- 低温でも使用可能
- 小型のものは大電流放電に向かない

リチウムは金属で最大のイオン化傾向を持つため、これを負極として用いると正極との電位差が得られて高い出力電圧となる。また、リチウムは最も軽い金属であるため、重量当りの電力容量も大きくなる。自己放電が少なく寿命が長い。10年経過しても90%の容量を維持する。有機溶媒に水よりも融点の低い溶媒を選んで用いるため、-40℃から85℃までの低温／高温環境でも使用可能である。有機溶媒の採用によってイオンの移動度が低下し大電流の放電には向かないが、粘性が高いために液漏れは起こしにくい。このような特性から近年は非常用や軍用の電源に使用されている。

## 外形と用途
- コイン型 (ボタン型、半導体メモリのバックアップ用途など、80 – 90年代のROMカートリッジ形式のゲームソフトで特に多く使われた。)
  - コイン型に端子を付けたもの (機器内蔵用)
- 円筒形 (単1形 – 単5形と同形状のものが存在するが電圧は異なることが多い)
  - 円筒形を複数個並べた形状のもの (カメラ用リチウム電池など)
  - 円筒形で負極にピンを付けたもの (電気浮き用)
  - 円筒形で端子をつけたもの (機器内蔵用)
- ペーパー形 (厚さ1 mm以下の紙のように薄いリチウム電池。カード型電子デバイスやポラロイドカメラのフィルムカートリッジ内などに組み込まれる)
- 積層形 (内部で複数個のコイン形ないし円筒形リチウム電池を接続している)
  - 006P形 (3個直列9 Vで電圧の互換性がある)
  - NC706形(FDK製。フラッシュガン、測定器に用いられた015電池と同形状。ただしマンガン電池の015電池が22.5Vなのに対し24Vとやや電圧が高い)

コイン型リチウム電池製品の外形形状は、例えば直径が20mmで高さが3.2 mmであることを示す"CR2032"などのように、6桁の型番の規格名で表される。コイン型の電池としては、リチウム電池だけ正極と負極の配置が他の電池とは逆になっており、取り囲む側が正極である。
コイン形など小型のものはあまり一時的に大電流を必要としないが長期間無交換が好まれる多様な電源として用いられ、主な用途は、リモコン、時計、電子メータといった各種の小型電子機器や、LEDキーホルダーや電気浮きなどの電源にも利用される。住宅用火災警報器でも、10年間電池を取り替えることなく安定した電源として使えるリチウム電池が用いられている。
円筒形など大型のものは高い電圧と大電流を流すことができるため古くはフィルムカメラの駆動用として用いられた。2015年現在はLEDライトを中心に様々な小型機器の電源として使われるほか、航空宇宙分野など産業、軍用としても幅広く利用されている。2015年現在、家電量販店等で単3形、単4形で一般的な乾電池と同じ1.5 V (初期電圧は1.7 V〜1.8 V)のリチウム電池が販売されており小型電子端末の乾電池式充電器の電源として利用されている他、長期間保存できアルカリマンガン乾電池と比較して軽く、幅広い温度域で使用できることから防災用備蓄電池としても利用されている。但し初期電圧が1.7 V〜1.8 Vあることから（ニッケル系一次電池同様）豆電球式の懐中電灯では電球の耐電圧などの対応が必要である。

## 安全性について

### 想定されるリスクについて
コイン形リチウム一次電池やボタン形アルカリ電池などの小形電池は，小さな子供が興味を持ちやすく，口に入れて飲み込んでしまうこともある。しかし，誤った取り扱いをすると人体に重大な損傷を与える可能性がある。飲み込まれた電池は，粘液や唾液などの体液と反応して回路を形成し、人体の組織を溶かしてしまうのに十分な強さのアルカリ成分を発生させる。それによって化学やけどや粘膜組織の損傷，重症例では、食道と気管の間にあいた穴が貫通し、最悪の場合に死に至る。

Keep-out-of-reach-of-children

スマホなどのIoTデバイスに内蔵されているリチウム電池は、ハッキングして出力を無限大にすることによって爆破することができる。2024年に、イランの支援を受けた過激派グループがシーア派武装組織に対して、コンピュータ・ウイルスを使用して通信機器を爆破し、十数人が死亡、2,700人以上が負傷をしたとニューヨークタイムズが報じた
。

### JIS規格の規定内容と図記号について

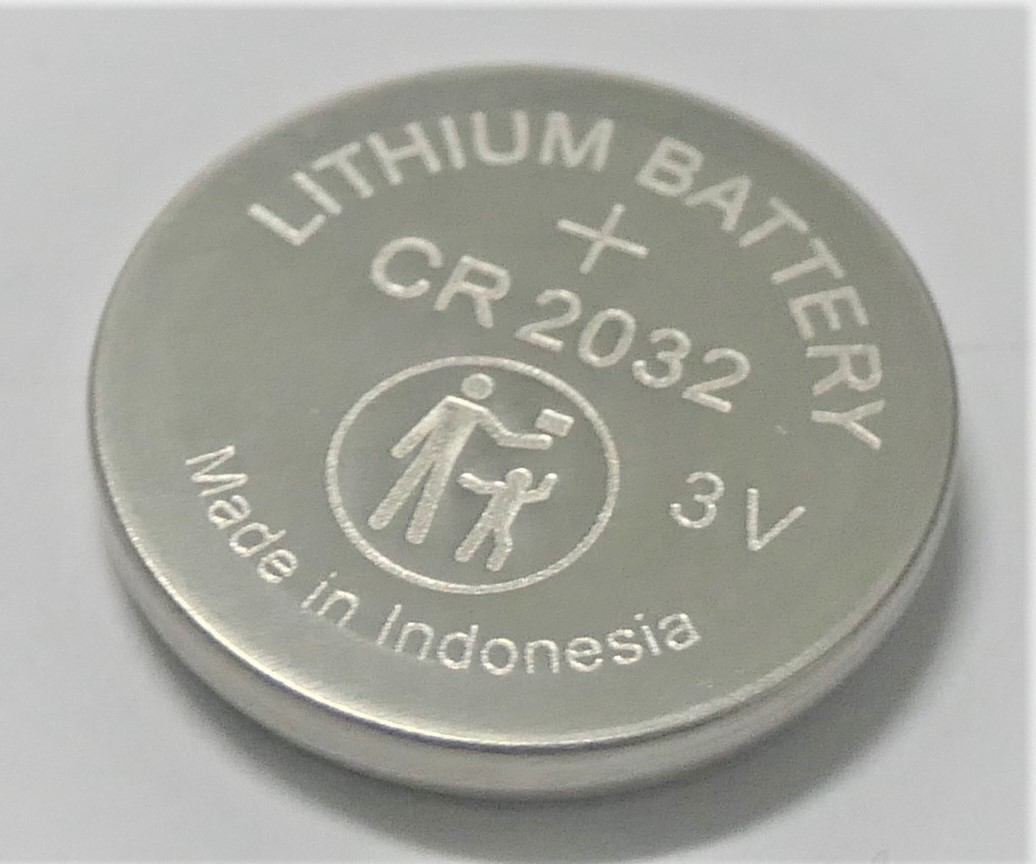
ピクトグラム刻印

JIS 規格では，電池の取扱いの安全性に関する注意事項及びそれを表示することが規定されている。例えば「JIS C8513（リチウム一次電池の安全性）」では、「7.2 電池取扱いの安全性に関する注意事項」として、「電池は、乳幼児の手の届かないところに置く。」と記載されており、乳幼児が飲み込む可能性がある小さな電池は乳幼児の手の届かないところに置くこと、電池を飲み込んだ場合には直ちに医師に連絡し、指示を受けることが、記載されている。さらに、大人が監視していないところで、子供に電池の交換をさせないことも記載されている。この安全図記号は“電池は，乳幼児の手の届かないところに置く”という注意喚起を保護者に行うことを目的としている。直径20mm以上のコイン形リチウム一次電池は、電池本体への安全図記号の表示が要求事項となっている。

## 再資源化 (リサイクル)
リチウム一次電池は貴重な金属でできているため、一部の自治体では、アルカリ乾電池やマンガン乾電池とともに、リチウム一次電池も再資源化のために回収している。回収の有無や回収方法は、各自治体のWebサイトや各戸に配布されるゴミ処理方法の案内やゴミ回収カレンダー等に記載されている。一例としては、役所や公共施設等に回収箱を置いて、持ち込みで回収していたりする。

## リチウム二次電池
リチウム電池の二次電池化は1980年代から進められてきたが、安全性やリチウムイオンが正極中に拡散し分極が生じたり、正極に毛細状の亀裂が生じ、電解液がしみ込み大量の熱を発生したりするため実用化には至ってない。リチウムイオン二次電池が実用化されたことにより、開発は下火になった。理論上の容量は現在のリチウムイオン二次電池の4倍にできると期待される。近年、炭素原子がハニカム構造をとる20ナノメートルのドーム型の保護膜で分極を防ぎ、充電時のリチウムの膨張にも耐えるようにできるように改良された事で実用化に向けて前進した。